# Deutscher Xylographen-Verband
Der Deutsche Xylographen-Verband wurde 1901 gegründet. Die freie Gewerkschaft organisierte die Holzstecher (siehe Xylographie) im Deutschen Kaiserreich und in der Weimarer Republik.

## Geschichte
Die Gewerkschaft wurde nach dem Ende des Sozialistengesetz zum 1. Januar 1901 neu gegründet. Der Gründungskongress war in Kassel. Vorgänger des Verbands gehen bis auf das Jahr 1874 zurück.
Der Verband war Mitglied in der Generalkommission der Gewerkschaften Deutschlands und beim Nachfolger Allgemeiner Deutscher Gewerkschaftsbund. Wegen anderer technischer Verfahren wurden immer weniger Holzschnitzer in den Verlagen benötigt. Am 1. Januar 1921 schloss sich der Xylographenverband deshalb dem Verband der Lithographen, Steindrucker und Verwandten Berufe an.